# Hydrobromide
Hydrobromid ist ein  Sammelbegriff für die organisch-chemische Stoffklasse der Salze, die Bromwasserstoffsäure (HBr) mit basischen organischen Verbindungen bildet. Es handelt sich um eine Untergruppe der Hydrohalogenide, zu denen auch die Hydrochloride, Hydrofluoride und Hydroiodide gehören. 
Oft sind Hydrobromide Salze von primären, sekundären oder tertiären Aminen, die sich in einer Neutralisationsreaktion mit Bromwasserstoffsäure (HBr) bilden: 
R3N + HBr → R3NH+ Br−
Die Reaktion verläuft analog der Reaktion von Ammoniak mit HBr, bei der sich Ammoniumbromid (NH4Br) bildet. Hydrobromide enthalten wie alle Bromide das Bromid-Anion (Br−) und sind daher Salze. Hydrobromide sind im Vergleich zu ihren Stammverbindungen (meist Amine) meist besser wasserlöslich und lassen sich leichter durch Umkristallisation reinigen. Die Hydrobromide von Aminen sind deutlich stabiler und resistenter gegenüber Alterung – erkennbar an Verfärbung – als die freien basischen Amine.
Bei komplizierten Molekülen mit mehreren basisch reagierenden funktionellen Gruppen (siehe Alkaloide, Lysin), bei denen sich die protonierte Gruppe nicht genau festlegen lässt, werden Hydrobromide oft graphisch wie folgt dargestellt: 
R3N + HBr → R3N·HBr
Bei der Reaktion von organischen Diaminen mit überschüssiger Bromwasserstoffsäure entstehen Dihydrobromide, die zwei Äquivalente Bromwasserstoffsäure (HBr) salzartig gebunden enthalten.
Daneben werden Hydrobromide von basischen Aminosäuren, Aminosäureestern und Alkaloiden gebildet. Eine Reihe von Arzneistoffen ist als Hydrobromid im Handel; beispielsweise Citalopram, Dextromethorphan, Eletriptan, Fenoterol, Galantamin, Homatropin, Salsolinol und Scopolamin.